# Base Leningrádskaya
Leningrádskaya (en ruso: Ленинградская, que significa Leningrado) es una base cerrada de la Unión Soviética heredada por Rusia, que se encuentra ubicada en la costa de Oates en la Antártida.

## Historia
Miembros de la 15° Expedición Antártica Soviética liderados por P. K. Senko exploraron la costa de Oates desde el 21 al 27 de enero de 1970 realizando observaciones aéreas y terrestres en el sector desde 157° 30' E hasta 167° 20' E en busca de un sitio adecuado para la construcción de una base antártica. Fue elegido un sitio al este del glaciar Tomilin en el nunatak que llamaron Leningrado, a 2 km de la costa del mar de Somov. El nunatak es una cresta formada por alternancia de granitos leucocráticos y gneises de biotita gris que se eleva a 100-230 m por encima de los glaciares adyacentes. Los expedicionarios fotografiaron el lugar y realizaron observaciones geodésicas, astronómicas, gravimétricas y magnéticas. Buscaron también sitios adecuados para la descarga de barcos sobre la costa y para el aterrizaje de aviones con esquíes.
La construcción de la base Leningrádskaya fue realizada por miembros de se 16° Expedición Antártica Soviética entre el 5 y el 25 de febrero de 1971, cuando la estación fue inaugurada. La dotación de la base en invierno era de 12 o 13 miembros.
La base se encuentra a 216 m s. n. m. y se utilizó para realizar estudios de meteorología, magnetismo de la tierra, oceanografía y glaciología. Fue cerrada el 31 de marzo de 1991 durante el colapso de la Unión Soviética, año a partir del cual fue heredada por Rusia.
La estación fue reabierta temporalmente por la 53° Expedición Antártica Rusa para llevar a cabo el trabajo estacional durante el verano antártico de 2007-2008. La expedición encontró abiertas las puertas de la base, por lo que había hielo en el techo dentro de los edificios y los expedicionarios rusos solo lograron penetrar en dos habitaciones. El 27 de enero de 2008 colocaron en la base una estación meteorológica automática.